# Юй Ян'ї
Юй Ян'ї (кит. спр. 余泱漪, піньїнь: Yú Yāngyī; нар. 8 червня 1994) — китайський шахіст, гросмейстер. Титул гросмейстера отримав 2009 року у віці 14 років 11 місяців і 23 дні.
У складі збірної Китаю переможець шахової олімпіади 2014 року, командних чемпіонатів світу 2015 та 2017 років.
Його рейтинг станом на березень 2020 року — 2709 (33-тє місце у світі, 4-те — серед шахістів Китаю).
Крім шахових зацікавлень вивчає економіку спорту в Пекінському спортивному університеті.

## Турнірні успіхи
- 24 жовтня–2 листопада 2003 року на юнацькому чемпіонаті світу до 10 років у Халкідіках (Греція) набрав 8 ½ очок в 11 партіях і посів 2-ге місце[3]
- 3-14 листопада 2004 року на юнацькому чемпіонаті світу до 10 років у Іракліоні (Крит, Греція) набрав 9 очок в 11 партіях поділивши 1-ше місце з Жюлем Муссардом, Реймондом Сонгом і Хоу Іфань (майбутня чемпіонка світу).[4][5]
- В лютому 2007 року в групі C шахового фестивалю «Аерофлот опен» у Москві з результатом 7,5 очок у 9 партіях посів 2-ге місце
- 4-11 серпня 2007 року на Scandinavian Chess Tournament в Täby Park Hotel (Стокгольм, Швеція) набрав 6½ очок у 9 партіях, посівши 10-те місце[6][7]
- У лютому 2008 року в групі B шахового фестивалю «Аерофлот опен» у Москві набрав 7 очок у 9 партіях і посів 3-тє місце
- У лютому 2009 року в групі A2 шахового фестивалю «Аерофлот опен» (і Бліц-турнірі) в Москві[8][9] набрав 5,5 очок у 9 партіях і посів 20-те місце
- 12-24 травня 2009 року на чемпіонаті Азії в Субіку посів 3-тє місце з результатом 6.0/9 і рейтинговим перформенсом 2700. Там він кваліфікувася на свій перший Кубок cdsne 2009 в Ханти-Мансійську[10][11], а також виконав першу гросмейстерську норму
- 25-31 травня 2009 року на 2-му Subic International Open в Субік Бей Фріпорт набрав 6.0/9 (+3=6-0) з рейтинговим перформенсом 2653 і посів 9-те місце[12] це був його другий ГМ норма
- 4 вересня 2009 року на 6-му Dato Arthur Tan Malaysia Open Chess Championship у Куала-Лумпурі набрав 6½ очок у 9 партіях[13][14]
- У вересні 2009 року на Zhejiang Lishui Xingqiu Open посів 2-ге місце позаду Ле Куанг Льєма з результатом 6.5/9.[15]
- У жовтні 2009 року на чемпіонаті світу серед юніорів у Пуерто-Мадрині (Аргентина) набрав 8,5/13 (+7=3-3) з рейтинговим перформенсом 2618 і посів на тай-брейку 7-ме місце[16]
- У листопаді 2009 року на кубку світу в Росії дійшов до 3-го раунду після перемоги 1,5:0,5 над 16-м сіяним Сергієм Мовсесяном (головна несподіванка першого раунду)[17] і Матеушем Бартелем в 2-му раунді.
- У лютиму 2011 року на Аерофлот-Опен (Москва, Росія) поділив 4-10-те місце з Рустамом Касымджановим, Гатою Камським, Рауфом Мамедовим, Іваном Чепариновим, Денисом Хісматулліним і Максимом Родштейном.[18]
- У травні 2011 року посів 1-ше місце в Даньчжоу, набравши 7 очок у 9 партіях (+5=4-0) з рейтинговим перформенсом 2880.[19]
- У вересні 2013 року одноосібно переміг на чемпіонаті світу серед юніорів, набравши 11 очок у 13 партіях (+9=4-0). На пів-очка від нього відстав Олександром Іпатов (+8=5-0). Завдяки цій перемозі кваліфікувався на Кубок світу 2015, який у свою чергу був етапом циклу відбору на Чемпіонат світу 2016.
- У березні 2014 року посів перше місце на чемпіонаті Китаю з результатом 7 очок в 11 партіях (+3=8-0), на тай-брейку випередивши Діна Ліженя (+4=6-1).
- У квітні 2014 року посів 1-ше місце на чемпіонаті Азії з результатом 7 очок у 9 партіях (+5=4-0), попереду таких гравців, як Ні Хуа, Рустам Касимджанов і Башкаран Адгібан. Ця перемога принесла йому $6000 США. У квітні 2014 року мав класичний рейтинг 2667, у швидких шахах 2668 і бліці 2753.
- На олімпіаді 2014 року, окрім командної перемоги, також виграв золоту медаль в особистому заліку на 3-й шахівниці, показавши найкращий турнірний перформенс — 2912 очок.
- У грудні 2014 року виграв Катар Мастерс з результатом 7,5 очка в 9 партіях (+6=3-0), перемігши під час турніру екс-чемпіона світу Володимира Крамника і першого номера посіву Аніша Гірі.
- У червні 2015 рок виграв 50-й Меморіал Капабланки в Гавані (Куба), набравши 7 очок у 10 партіях (+5=4-1) і перемігши першого сіяного Леньєра Домінгеса. Його рейтинговий перформенс становив 2860.
- У грудні 2015 року посів 2-ге на 2-му Катар Мастерс, набравши 7 очок у 9 партіях (+5-0=4). В останньому турі переміг Веслі Со, але на тай-брейку поступився Магнусові Карлсену.
- У березні 2019 року у складі збірної Китаю став бронзовим призером командного чемпіонату світу, що проходив в Астані[20].
- У червні 2019 року розділив з Левоном Ароняном 2-3 місця на турнірі ХХІІ категорії Altibox Norway Chess 2019, що проходив у Ставангері[21].
- У вересні 2019 році посів 4-те місце на кубку світу з шахів, що проходив у Ханти-Мансійську. На шляху до півфіналу Юй переміг Адгібана, Вей І, Непомнящого, Вітюгова, поступившись у півфіналі співвітчизнику Дін Ліженю. У матчі за 3-тє місце китайський шахіст поступився французу Ваш'є-Лаграву на тай-брейку з загальним рахунком 2—4[22].

## Китайська шахова ліга
У Китайській шахові лізі (CCL) Юй Ян'ї виступає за Beijing Chess club.

## Зміни рейтингу
| На цьому місці має відображатися графік чи діаграма, однак з технічних причин його відображення наразі вимкнено. Будь ласка, не видаляйте код, який викликає це повідомлення. Розробники вже працюють для того, щоби відновити штатне функціонування цього графіка або діаграми. | |
| | На цьому місці має відображатися графік чи діаграма, однак з технічних причин його відображення наразі вимкнено. Будь ласка, не видаляйте код, який викликає це повідомлення. Розробники вже працюють для того, щоби відновити штатне функціонування цього графіка або діаграми. |